# Ankatu Alquinta
Eduardo Ankatu Alquinta Ross (Santiago, Chile; 29 de junio de 1970) es un músico chileno, hijo del guitarrista y vocalista Gato Alquinta, y hermano de Eloy, y medio hermano de Moisés y Aurora Alquinta. Ha sido integrante de los grupos musicales Huaika (1995-) y Los Jaivas (2003-2013).

## Biografía
Es el hijo mayor del Gato Alquinta, y su nombre tiene un origen mapuche. Él mismo ha declarado: «yo me crie mucho tiempo sin el Gato, porque mis padres se separaron cuando tenía tres años».[cita requerida] Comenzó a dedicarse profesionalmente a la guitarra eléctrica en 1991, luego de haber estudiado en Projazz y el CIM de París. 

### Huaika
En 1995 formó con su hermano Eloy y junto a otras dos parejas de hermanos (Jorge y Leo Yáñez, hijos del actor y cantautor Jorge Yáñez, además de Francisco y Juan Pablo Bosco), el grupo Huaika, dedicado al rescate de influencias musicales de fusión latinoamericana. Con este grupo ha editado tres álbumes: Magia Olvidada (1996), Vida Llena (2000) y El Rito (2005), este último editado después de la muerte de su padre y su hermano Eloy.

### Los Jaivas
En 2003, después del fallecimiento de Gato, Eloy, Ankatu y Aurora se integran a Los Jaivas. Ankatu asumió la difícil tarea de la guitarra eléctrica y acústica de la banda, adaptando los complejos solos de su padre a su propio estilo, afianzándolo de buena manera en las presentaciones en vivo, con una gran presencia escénica. 
Eloy falleció en 2004 y Aurora dejó a Los Jaivas en ese mismo año, por lo que Ankatu fue el único de los hijos de Gato Alquinta que se mantuvo en la banda, hasta 2013, cuando fue reemplazado por el guitarrista Alan Reale.

### Otros proyectos
Durante los últimos años Ankatu se ha mantenido como integrante de Huaika, además de algunos proyectos paralelos como "A Ranka City" y "Alquintet", quinteto de jazz. Ha colaborado con guitarra para discos de músicos como Pedro Villagra y se ha desempeñado como profesor de guitarra eléctrica, ensamble, armonía e improvisación en Fancy Music.